# 南保加利亞

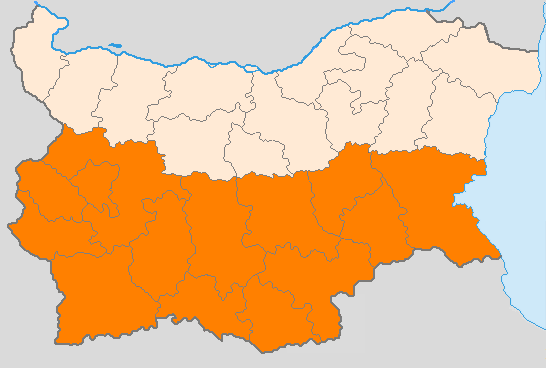
橙色地區是南保加利亞

南保加利亞是指保加利亞的南部地區，其和北保加利亞的界限是巴爾幹山脈。在行政區劃上，南保加利亞包括了布拉戈耶夫格勒州、布爾加斯州、哈斯科沃州、克爾賈利州、丘斯滕迪爾州、帕扎爾吉克州、佩爾尼克州、普羅夫迪夫州、斯利文州、斯莫梁州、索非亞、索非亞州、舊扎戈拉州、揚博爾州。

## 參阅
- 北保加利亞